# Примары Кишинёва
Генеральный прима́р муниципия Кишинёв (рум. Primar general al municipiului Chișinău) — высшее должностное лицо (мэр) города Кишинёв. Первым примаром Кишинёва стал Николай Костин. Нынешним примаром с 6 ноября 2023 года вновь избран Ион Чебан.

## История
В 1990 году в Молдавской ССР был восстановлен институт примарства. Согласно статье 119 кодекса о выборах Республики Молдова, примар Кишинёва избирается на основе всеобщего, равного и прямого избирательного права при тайном и свободном голосовании сроком на четыре года.

### Выборы 1994 года
Очередные выборы на должность генерального примара муниципия Кишинёв прошли в 1994 году в один тур. Победу одержал независимый кандидат Серафим Урекян.

### Выборы 1999 года
Очередные выборы на должность генерального примара муниципия Кишинёв прошли 23 мая 1999 года в один тур. Победу одержал независимый кандидат Серафим Урекян.

### Выборы 2003 года
Очередные выборы на должность генерального примара муниципия Кишинёв прошли 25 мая 2003 года в два тура. Второй тур выборов прошёл 8 июня 2003 года, в который вышли два кандидата — независимый кандидат Серафим Урекян и Василий Згардан (представитель Партии коммунистов Республики Молдова). Победу одержал Серафим Урекян.

### Выборы 2005 года
Очередные выборы на должность генерального примара муниципия Кишинёв 10 июля 2005 года были признаны несостоявшимися, так как в них участвовали только 27 % избирателей. В повторных выборах 24 июля 2005 года приняли участие всего 19,8 % избирателей. Эти выборы также были признаны несостоявшимися из-за участия менее одной третьей избирателей, включённых в избирательные списки. Следующие выборы проводились 27 ноября 2005 года. 22,42 % избирателей было недостаточно для признания выборов. Ещё одна попытка провести выборы примара столицы была предпринята 11 декабря 2005 года. На этот раз на избирательные участки явились 22,62 % жителей Кишинёва. Примар так и не был избран. С 2005 года до 2007 года исполняющим обязанности примара был Василий Урсу. 25 января 2007 года Василий Урсу был назначен министром транспорта, а и. о. примара Кишинева стал Вячеслав Иордан, бывший заместитель Урсу.

### Выборы 2007 года
Очередные выборы на должность генерального примара муниципия Кишинёв прошли 3 июня 2007 года в два тура. Второй тур прошёл 17 июня 2007 года, в который вышли два кандидата — Вячеслав Иордан (представитель Партии коммунистов Республики Молдова) и Дорин Киртоакэ (представитель Либеральной партии). Победу одержал Дорин Киртоакэ.

### Выборы 2011 года
Очередные выборы на должность генерального примара муниципия Кишинёв прошли 5 июня 2011 года в два тура. Второй тур прошёл 19 июня 2011 года. Изначально в избирательной гонке должны были участвовать 15 кандидатов, однако 2 кандидата вышли из избирательной кампании до даты выборов. По результатам первого тура во второй тур вышли два кандидата — Игорь Додон (представитель Партии коммунистов Республики Молдова) и Дорин Киртоакэ (представитель Либеральной партии). Победу одержал Дорин Киртоакэ.

### Выборы 2015 года
Очередные выборы на должность генерального примара муниципия Кишинёв прошли 14 июня 2015 года в два тура. Второй тур прошёл 28 июня 2015 года, в который вышли два кандидата — Зинаида Гречаный (представитель Партии социалистов Республики Молдова) и Дорин Киртоакэ (представитель Либеральной партии). Победу одержал Дорин Киртоакэ.

### Выборы 2018 года
Очередные выборы на должность генерального примара муниципия Кишинёв прошли 20 мая 2018 года в два тура. Данные выборы являются досрочными, после того как 16 февраля 2018 года Дорин Киртоакэ объявил о своей отставке будучи отстранённым от должности в результате его ареста и нахождения под уголовным преследованием по делу о платных парковках. Второй тур прошёл 3 июня 2018 года, в который вышли два кандидата — Ион Чебан (представитель Партии социалистов Республики Молдова) и Андрей Нэстасе (представитель Политической партия «Платформа Достоинство и правда»). Победу одержал Андрей Нэстасе.

### Выборы 2019 года
Очередные выборы на должность генерального примара муниципия Кишинёв прошли 20 октября 2019 года в два тура.

## Список примаров Кишинёва
| Имя             | Имя | Срок полномочий                 | Политическая партия                                             | Примечания |
| --------------- | --- | ------------------------------- | --------------------------------------------------------------- | --- |
| Николай Костин  |     | 1990 — 9 августа 1994           | Беспартийный                                                    | |
| Серафим Урекян  |     | 9 августа 1994 — 15 апреля 2005 | Альянс независимых Республики Молдова, Альянс «Наша Молдова»    | |
| Михай Фуртунэ   |     | 18—29 апреля 2005               | Беспартийный                                                    | Исполняющий обязанности                                                                                       |
| Василий Урсу    |     | 3 мая 2005 — 26 января 2007     | Беспартийный                                                    | Исполняющий обязанности                                                                                       |
| Вячеслав Иордан |     | 29 января — 15 июня 2007        | Партия коммунистов Республики Молдова                           | Исполняющий обязанности                                                                                       |
| Дорин Киртоакэ  |     | 18 июня 2007 — 28 июля 2017     | Либеральная партия                                              | |
| Нистор Грозаву  |     | 7 августа — 3 ноября 2017       |                                                                 | Исполняющий обязанности                                                                                       |
| Сильвия Раду    |     | 6 ноября 2017 — 25 апреля 2018  |                                                                 | Исполняющий обязанности                                                                                       |
| Руслан Кодряну  |     | 25 апреля 2018 — 4 июля 2019    | Европейская народная партия Молдовы                             | Исполняющий обязанности                                                                                       |
| Адриан Талмач   |     | 4 июля — 8 октября 2019         |                                                                 | Исполняющий обязанности                                                                                       |
| Андрей Нэстасе  |     | 8—10 октября 2019               | Политическая Партия «Платформа Достоинство и Правда»            | Мандат был утверждён спустя 1 год и 4 месяца после прошедших выборов по решению Апелляционной палаты Кишинёва |
| Адриан Талмач   |     | 10 октября — 4 ноября 2019      |                                                                 | Исполняющий обязанности                                                                                       |
| Андрей Нэстасе  |     | 4—5 ноября 2019                 | Политическая Партия «Платформа Достоинство и Правда»            | |
| Адриан Талмач   |     | 5—11 ноября 2019                |                                                                 | Исполняющий обязанности                                                                                       |
| Ион Чебан       |     | с 11 ноября 2019                | Партия социалистов Республики Молдова (до 30 декабря 2021 года) | |